# Zadrozdzie
Zadrozdzie (biał. Задроздзе; ros. Задроздье, Zadrozdje) – wieś na Białorusi, w obwodzie mińskim, w rejonie łohojskim, w sielsowiecie Krajsk, nad Drazdą. W 2019 roku liczyła 12 mieszkańców.